# بور اوک (کانزاس)
بور اوک (به انگلیسی: Burr Oak) شهری در ایالت کانزاس کشور ایالات متحده آمریکا است که جمعیت آن در سرشماری سال ۲۰۱۰ میلادی، ۱۷۴ نفر بوده‌است.